# Неодарвинизам
Неодарвинизам је "модерна синтеза" Дарвинове еволуције путем природне селекције са Менделовим законом, што би био скуп основних начела и прецизирао да еволуција подразумева пренос карактеристика са родитеља на потомство кроз механизам генетског трансфера, а не "процес мешања" као што се сматрало у пре-Менделов еволуционој науци. Неодарвинизам такође може одредити Чарлса Дарвинову идеју природне селекције, одвојену од хипотезе о пангезису као Ламарков извор варијација које укључују мешање наследства.

## Историја
Као део неслагања о томе да ли је природна селекција сама била довољан да објасни специјацију, Џорџ Роменес је сковао термин неодарвинизам 1895. да се односи на верзију еволуције коју заговарју Алфред Расел Волас и Августа Вајсман, а која је у великој мери зависна од природне селекције.
Вајсман и Волас су одбацили Ламаркову идеју наслеђивања стечених особина коју је и Дарвин узело здраво за готово. Термин је први пут употребљен да би се објаснило да се еволуција јавља искључиво путем природне селекције, а не наслеђивањем стечених карактеристика. Основа за потпуно одбацивање Ламаркове идеје је Вајсманова теорија клица плазма. Вајсман је схватио да су ћелије које производе клице плазме, или гамете (као што су сперматозоид и јајне ћелије код животиња), одвојене од соматских ћелија које граде друга телесна ткива током раних фаза развоја. Пошто није могао да види да постоји ниједно средство комуникације између њих, он је тврдио да је наслеђивање стечених карактеристика стога немогуће; закључак сада познат као Вајсманова баријера.
Од 1880. до 1930, термин је наставио да се примењује на панодабирне школе мишљења, која је тврдила да је природна селекција била главни и можда једини узрок свих еволуције. Од тада па до око 1947, термин је коришћен за следбеника панодабирне школе мишљења Роналда Фишера.